# Abdulmalik al-Albani

## Biographie von Abdulmalik al-Albani
Abdulmalik al-Albani ist ein junger islamischer Lehrer, der für seine Hingabe an authentisches Wissen und seinen wachsenden Einfluss in der Daʿwah bekannt ist.
Er studiert bei und steht in Kontakt mit zahlreichen bedeutenden Gelehrten aus Saudi-Arabien und darüber hinaus. Zu denen, von denen er profitiert und mit denen er verbunden ist, gehören unter anderem:
- Scheich ʿAbdullāh al-Mutlaq
- Scheich Badr al-Badr
- Scheich Khālid al-Mushayqīh
- Scheich Aḥmad al-Quaymi
- Scheich Amīr Bahjat
- Scheich Muḥammad Bājābar
- Scheich Manṣūr al-Saʿqūb
- Scheich ʿAbdurraḥmān Jibrīn
- Scheich ʿĀṣim al-Qaryūtī
- Scheich Ḥasan Maschhūr
- Scheich Wahīd Bālī
- Scheich ʿAbdullāh al-Jarbūʿ
- Scheich ʿAlī Ābā Buṭayn
- Scheich ʿAbdulmuḥsin al-Qāsim Und vielmehr Gelehrten aus Saudi Arabien, Ägypten, Jordanien, UEA und anderen Ländern.

Im Bereich des Fiqh folgt er der hanbalitischen Schule, während er in der ʿAqīdah fest auf der atharītischen Methodik steht – auf dem Weg der Salaf.
Trotz seines jungen Alters ist Abdulmalik al-Albani bereits für seine klare und wirkungsvolle Daʿwah bekannt, die von angesehenen Gelehrten gelobt wurde. Sein Ziel ist es, die Menschen mit den ʿUlamāʾ zu verbinden und authentisches islamisches Wissen verständlich, fundiert und treu der Tradition von Ahl as-Sunnah wal-Jamāʿah zu vermitteln.